# Patrick Femerling
Patrick Oliver Femerling (ur. 4 marca 1975 w Hamburgu) – niemiecki koszykarz, grający na pozycji centra, reprezentant kraju, olimpijczyk, trener.

## Kariera

### Wczesna kariera
Patrick Femerling urodził się w Hamburgu, lecz dorastał w Düsseldorfie, w którym rozpoczął przygodę ze sportem. Początkowo grał w piłkę nożną. W 1990 roku, podczas gry w koszykówkę z przyjaciólmi, w wieku 15 lat i 199 cm wzrostu został zauważony przez trenera ART Düsseldorf, Johannesa Buchwalda, po czym dostał się do jego drużyny, która występowała wówczas w Regionallidze. Podczas pobytu w klubie, czasem również trenował z występującą w Bundeslidze Bayerem Leverkusen pod okiem trenera Dirka Bauermanna, gdzie uczył się od doświadczonych zawodników na wewnętrznej pozycji, zwłaszcza Christiana Welpa i Saschy Hupmanna.

### Washington Huskies
W 1995 roku zdecydował się na wyjazd do Stanów Zjednoczonych na studia na University of Washington w Waszyngtonie, na której grał w występującej w rozgrywkach NCAA Division I drużynie uniwersyteckiej, Washington Huskies, w której wcześniej grali jego rodacy: Detlef Schrempf i Christian Welp. W 1996 i 1997 roku otrzymywał John Meyers Award, nagrodę dla najlepszego obrońcę drużyny.
Łącznie dla drużyny w latach 1995–1998 rozegrał 82 mecze, w których zdobywał średnio 4,7 punktów oraz 4,4 zbiórki. W sezonie 1997/1998, ostatnim swoim sezonie w drużynie zanotował 84 zablokowane rzuty, co dało mu 3. miejsce w tej klasyfikacji na uczelni.

### Powrót do Niemiec
Po ukończeniu studiów w 1998 roku wrócił do Niemiec i podpisał konrakt z Albą Berlin, z którą dwukrotnie zdobył mistrzostwo Niemiec (1999, 2000) oraz Puchar Niemiec 1999, a także dotarł do finału Pucharu Niemiec 2000. W sezonie 1998/1999 zdobył średnio 8,1 punktów i 5,1 zbiórek, natomiast w sezonie 1999/2000 zdobył średnio 8,5 punktów i 5,2 zbiórek.

### Kariera w Europie
Femerling w latach 2000–2002 był zawodnikiem greckiego Olympiakosu Pireus, z którym dwukrotnie zdobył wicemistrzostwo Grecji (2001, 2002) oraz zdobył Puchar Grecji 2002.
W latach 2002–2004 był zawodnikiem hiszpańskiej FC Barcelony, z którą odnosił największe sukcesy w karierze sportowej: dwukrotne mistrzostwo Hiszpanii (2003, 2004), Puchar Króla 2003 po wygranym 17 lutego 2003 roku na Pabellón Municipal Fuente de San Luis w Walencji w finale 84:78 po dogrywce z TAU Cerámica, Ligę Katalonii 2004 oraz Euroligę 2003 po wygranej 11 maja 2003 roku u siebie 76:65 z włoskim Benetton Treviso. Sezon 2003/2004 był najlepszym sezonem względem statystycznym: średnia 7,5 punktów oraz 4,5 zbiórek, w 20 meczach.
W latach 2004–2006 reprezentował barwy greckiego Panathinaikosu Ateny, z którym zdominował krajowe rozgrywki, zdobywając dublet: dwukrotne mistrzostwo (2005, 2006) i Puchar Grecji (2005, 2006) oraz 3. miejsce w Eurolidze 2005 po wygranej 8 maja 2005 roku na Olimpijskij Arena w Moskwie w decydującym meczu 94:91 z rosyjską CSKA Moskwa.
W sezonie 2006/2007 reprezentował barwy hiszpańskiego Caja San Fernando Sewilla, w którym również osiągnął dobre statystyki: średnia 8 punktów i 5 zbiórek.

### Powrót do Niemiec
Femerling w 2007 roku wrócił do Alby Berlin, z którym w sezonie 2007/2008 (9,6 punktów oraz 4,8 zbiórek) zdobył mistrzostwo Niemiec po wygranej rywalizacji 3:1 z Telekom Baskets Bonn. Pauzował przez większość sezonu 2008/2009 z powodu przebytej operacji kolana, w którym rozegrał tylko 5 meczów (średnia 3,6 punktów), jednak zdobył z klubem Puchar Niemiec 2009.
W sezonie 2009/2010 reprezentował barwy tureckiego Antalya BŞB, po czym wrócił do Alby Berlin w roli kapitana klubu, z którym w sezonie 2010/2011 (średnia 4,6 punktów) zdobył wicemistrzostwo Niemiec. Po sezonie 2010/2011 w wyniki nieprzedłużenia kontraktu z klubem zakończył karierę sportową.

## Kariera reprezentacyjna
Patrick Femerling w reprezentacji Niemiec w latach 1996–2009 rozegrał 221 meczów (rekord), w których zdobył 1762 punkty (średnia 8 punktów, najwięcej punktów w jednym meczu: 20) oraz w której był wieloletnim kapitanem. Debiut zaliczył 14 czerwca 1996 roku w Buenos Aires w wygranym 106:101 meczu z reprezentacją Kuby w ramach turnieju towarzyskiego.
Wziął dwukrotnie udział na mistrzostwach świata (2002 – 3. miejsce, 2006), na turnieju olimpijskim 2008 w Pekinie oraz 7-krotnie na mistrzostwach Europy (1997, 1999, 2001, 2003, 2005 – wicemistrzostwo, 2007, 2009).
25 sierpnia 2007 roku w przegranym 66:65 meczu z reprezentacją Rosji w Bambergu w ramach turnieju towarzyskiego, zaliczył swój 182. mecz w Die Mannschaft, zostając tym samym rekordzistą względem liczby rozegranych meczów, wyprzedzając poprzedniego rekordzistę, Hansiego Gnada.
16 lipca 2008 roku w wygranym 89:71 meczu z reprezentacją Nowej Zelandii w Atenach w ramach turnieju kwalifikacyjnego do turnieju olimpijskiego 2008 w Pekinie został pierwszym zawodnikiem w drużynie Die Mannschaft, który przekroczył barierę 200 meczów.
Na turnieju olimpijskim 2008 w Pekinie Die Mannschaft zajęła przedostatnie, 5. miejsce w Grupie B (1 zwycięstwo, 4 porażki), kończąc tym samym udział w turnieju, po czym Femerling po raz pierwszy zakończył karierę reprezentacyjną.
W 2009 roku tuż przed mistrzostwami Europy 2009 w Polsce powrócił do Die Mannschaft, która wystąpiła na turnieju w odmłodzonym składzie (zabrakło m.in.: Dirka Nowitzkiego) oraz zakończyła turniej w drugiej fazie, zajmując ostatnie, 6. miejsce w Grupie E, po czym Femerling ostatecznie zakończył karierę reprezentacyjną.

## Charakterystyka
Cechami charakterystycznymi Patricka Femerlinga były wysoki poziom zrozumienia gry i "wyczucie przestrzeni". Zazwyczaj grał w koszulce z numerem 13. Na parkiecie zawsze nosił też pończochy podciągnięte do kolan, co było szczególnie zauważalne, biorąc pod uwagę jego ogromną długość ciała i przyniosło mu przydomek „Skarpeta”.

## Kariera trenerska
Patrick Femerling po zakończeniu kariery sportowej zaczął zdobywać licencję trenerską oraz rozpoczął studia na Trainerakademie Köln w Kolonii. W 2012 roku uzyskał licencję trenerską A.
22 lipca 2013 roku został trenerem występującej w lidze JBBL Alby Berlin U-16. 23 września 2015 roku przejął występującą w lidze NBBL drużynę U-19, natomiast 22 września 2016 roku został trenerem drużyny rezerw. Po sezonie 2016/2017 klub nie przedłużył kontraktu z Femmerlingiem.
3 listopada 2017 roku został asystentem selekcjonera Henrika Rödla w reprezentacji Niemiec. 15 lutego 2018 roku został selekcjonerem reprezentacji Niemiec U-16, a w 2019 roku selekcjonerem reprezentacji Niemiec U-18. 6 kwietnia 2022 roku nie przedłużył kontraktu z DBB (Niemiecki Związek Koszykówki).

## Komentator sportowy
Patrick Femmerling komentował również mecze na kanale sportowym Sport1.
W 2022 roku komentował z Frankiem Buschmannem na kanele RTL mistrzostwa Europy 2022 w Czechach, Gruzji, Niemczech i we Włoszech.

## Sukcesy

### Zawodnicze
Alba Berlin
- Mistrzostwo Niemiec: 1999, 2000, 2008
- Wicemistrzostwo Niemiec: 2011
- Puchar Niemiec: 1999, 2009
- Finał Pucharu Niemiec: 2000

Olympiakos Pireus
- Wicemistrzostwo Grecji: 2001, 2002
- Puchar Grecji: 2002

FC Barcelona
- Mistrzostwo Hiszpanii: 2003, 2004
- Puchar Króla: 2003
- Liga Katalonii: 2004
- Euroliga: 2003

Panathinaikos Ateny
- Mistrzostwo Grecji: 2005, 2006
- Puchar Grecji: 2005, 2006
- 3. miejsce w Eurolidze: 2005

Reprezentacyjne
- 3. miejsce na mistrzostwach świata: 2002
- Wicemistrzostwo Europy: 2005

### Indywidualne
- John Meyers Award: 1996, 1997